# Église Emmanuel de Stockholm
L'église Emmanuel (en suédois : Immanuelskyrkan) est une église située dans le quartier de Vasastan à Stockholm en Suède. 

## Description
L'église d'Emmanuel est une église libre (en) rattachée l'église unie de Suède.
L'édifice est situé au coin Kungstensgatan 17-Birger Jarlsgatan 63 au centre de Stockholm.
L'église a été conçue par Sture Frölén et construite en 1974 sur un terrain qui abritait autrefois un dépôt de tramway, à l'intersection de Birger Jarlsgatan et de Kungstensgatan,.

## Galerie

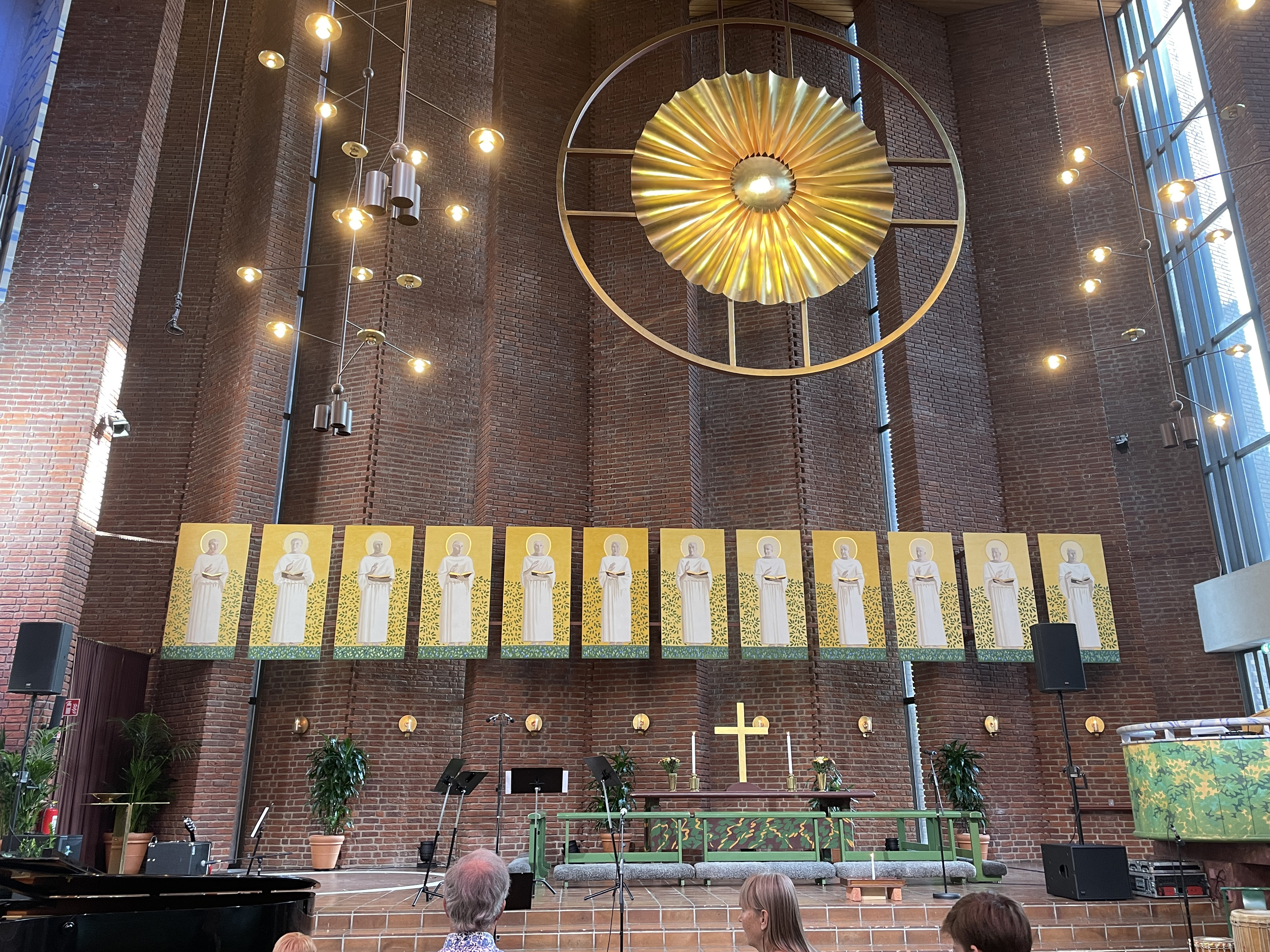
Intérieur de l'église.
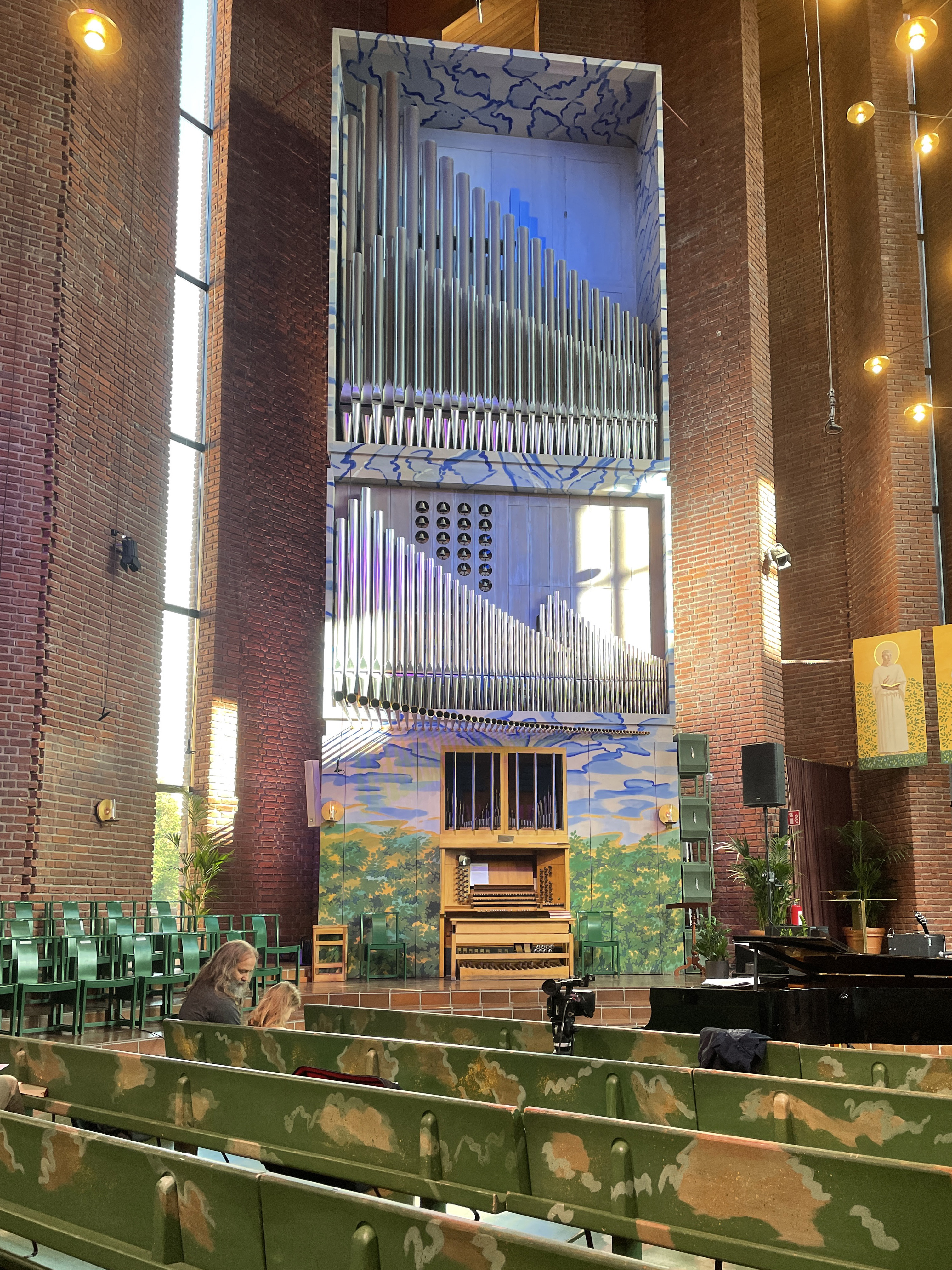
L'orgue.
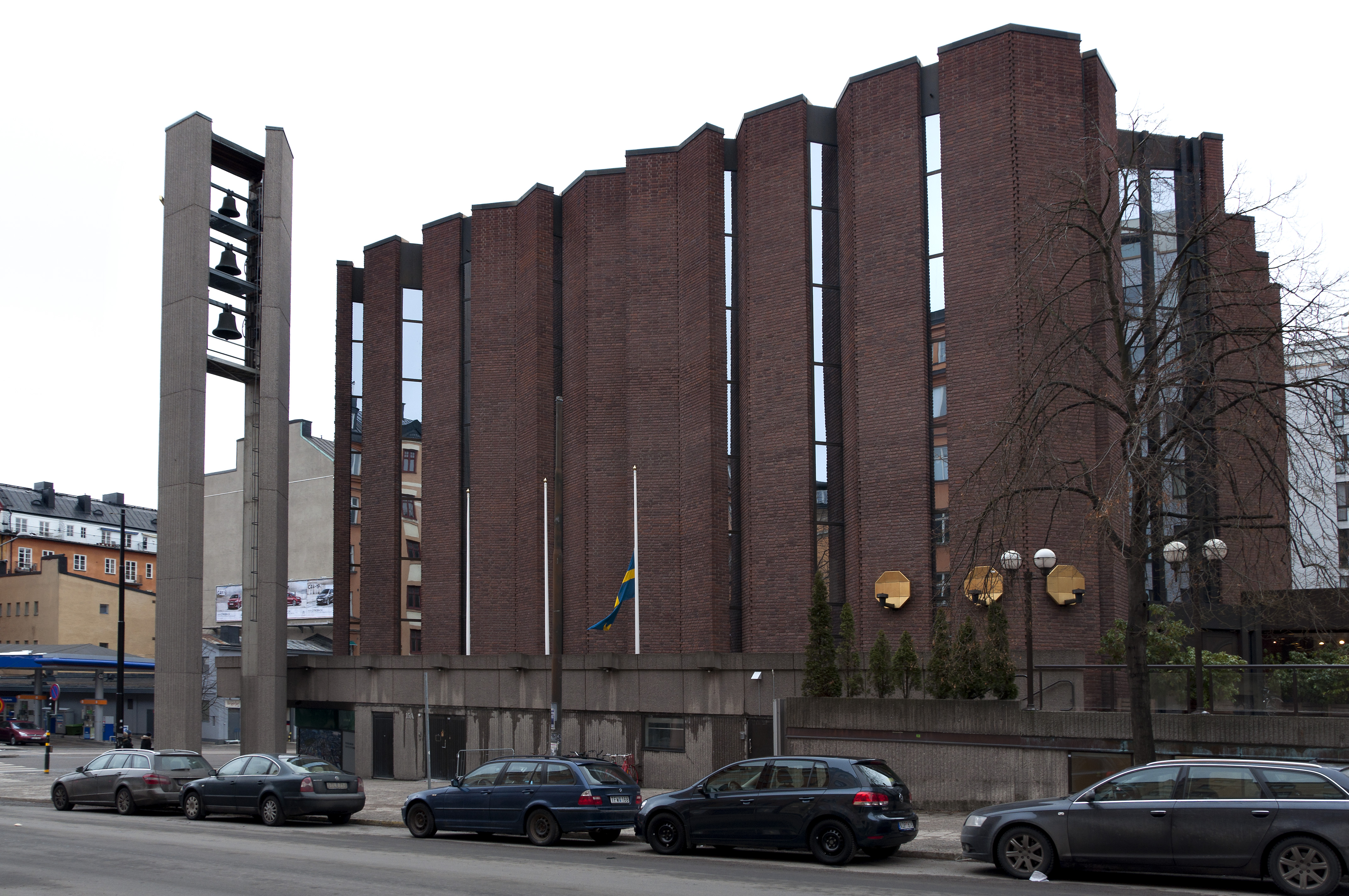